# 2004 FH
2004 FH é um asteroide próximo da Terra que faz parte da família de asteroides Aton. O objeto possui uma magnitude absoluta de 26,2 e tem um diâmetro de aproximadamente 30 metros. Ele passou apenas a 43 000 km acima da superfície terrestre em 18 de março de 2004, às 22:08 UTC.

## Descoberta
2004 FH foi descoberto no dia 15 de março de 2004 pelo LINEAR, programa financiado pela NASA.

## Órbita
A órbita de 2004 FH tem uma excentricidade de 0,6142 e possui um semieixo maior de 0,818 UA. O seu periélio leva o mesmo a uma distância de 0,582 UA em relação ao Sol e seu afélio a 1,054 UA.

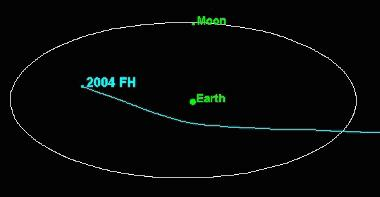
Trajetória de 2004 FH no sistema Terra-Lua